# الاحتجاجات العربية 2018–الآن
الاحتجاجات العربية 2018–الآن والتي يشار إليها أيضًا بالربيع العربي الجديد أو الربيع العربي الثاني، هي احتجاجات ضخمة مناهضة للحكومة اندلعت في العديد من الدول العربية، بما في ذلك السودان والجزائر والعراق والأردن ولبنان وليبيا والمغرب وتونس ومصر. كما شملت احتجاجات اقتصادية في قطاع غزة.
أدى العصيان المدني المستمر في السودان إلى الإطاحة بالرئيس عمر البشير في انقلاب عسكري، لكن استمراره أدى إلى ما يعرف بمجزرة القيادة العامة في العاصمة الخرطوم في 3 يونيو 2019، بموجب القانون تم نقل السلطة من المجلس العسكري إلى الجيش المدني المختلط المسمى مجلس السيادة السوداني لمرحلة انتقالية مدتها 39 شهراً.
تشير الأسماء البديلة «الربيع العربي الجديد» و «الربيع العربي الثاني» إلى التشابه مع موجة الربيع العربي السابقة من الاحتجاجات المؤيدة للديمقراطية التي اندلعت في 2010-2012.

## الخلفية
في أكتوبر 2019، صرحت مجلة ذا نيشن أن الاحتجاجات المستمرة في شوارع العالم العربي بين 2018 و2019 بدأت في السودان في ديسمبر 2018، ثم الجزائر في فبراير 2019، أعقبتها مصر والعراق في سبتمبر وأكتوبر 2019، ثم سوريا في أكتوبر، كل هذه الاحتجاجات شكلت موجة ثانية من العملية التي بدأت مع الربيع العربي 2010-2011.
في أكتوبر، حمل المتظاهرون السوريون لافتات تشير إلى "سوريا ومصر والعراق: "لقد أحييتم روح الشعب العربي، من المحيط الأطلسي إلى الخليج الفارسي!" فيما وصف الصحفيان السوريان "تسبح هابل" و"موزنة حسناوي" الاحتجاجات بأنها «"غيّرت بعمق الوعي السياسي في المنطقة"، وتغلبت على الخوف من النشاط السياسي وكسر سابقة حاسمة لتحدي استمرار الاستبداد".» مضيفين بأن احتجاجات أكتوبر في سوريا "أثبتت أنه حتى القمع القاسي والطغيان لا يمكن لهما أن يردعا المقاومة". كما أن الموجة الجديدة من الاحتجاجات شملت إعادة استخدام شعار "الشعب يريد إسقاط النظام!" الشهير خلال الربيع العربي 2010-2011.

## التسلسل الزمني

### تونس
.

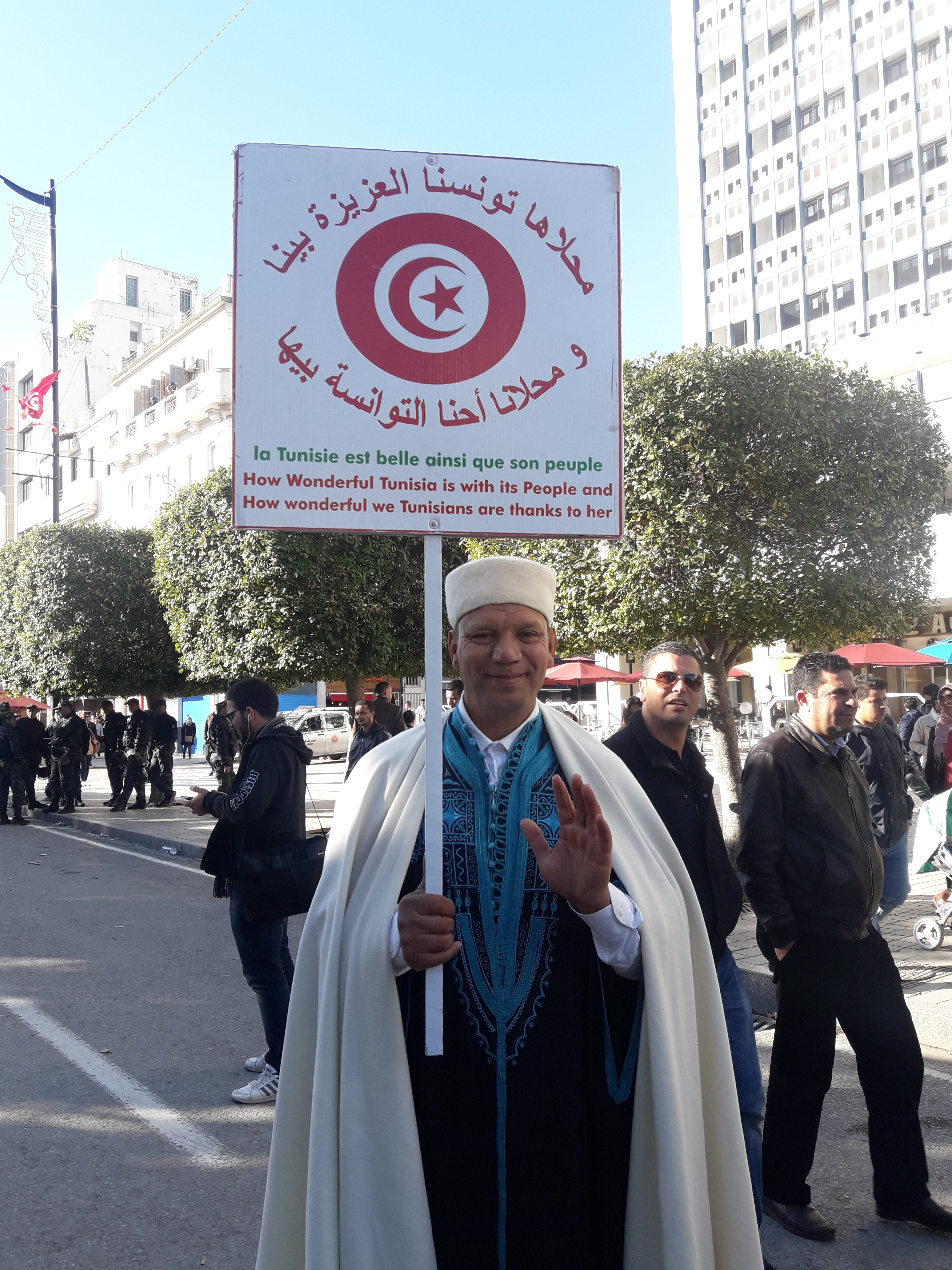
احتفال بنجاح ثورة تونس في 14 يناير 2018

في 1 يناير 2018 اندلعت احتجاجات تونسية في عدد من القرى والمدن التونسية منددة بالأوضاع الاقتصادية المتعلقة بتكلفة المعيشة والضرائب. تسببت المظاهرات بعد 9 أيام من انطلاقها في وفاة شخص على الأقل، مما أحيا عدة مخاوف بشأن الوضع السياسي الهش في تونس.
دعت الجبهة الشعبية، وهي تحالف من أحزاب المعارضة اليسارية، إلى استمرار الاحتجاجات ضد التدابير التقشفية «الظالمة» التي اتخذتها الحكومة، في حين ندد رئيس الوزراء التونسي يوسف الشاهد بالعنف داعيا إلى الهدوء، مضيفا أنه وحكومته يعتقدون أن سنة 2018 «ستكون أخر سنة صعبة بالنسبة للتونسيين».

### الأردن
في 30 مايو 2018، أقدمت أكثر من 30 نقابة على تنظيم إضراب عام في الأردن بعد أن قدمت حكومة هاني الملقي قانونًا ضريبيًا جديدًا في البرلمان. وهو مشروع قانون جاء في أعقاب تدابير تقشفية يدعمها صندوق النقد الدولي وتعتمدها حكومة الملقي منذ عام 2016 بهدف معالجة الدين العام المتزايد في الأردن. وعلى الرغم من أن البلاد لم تتأثر نسبيًا بالعنف الذي اجتاح المنطقة في أعقاب الربيع العربي عام 2011، إلا أن اقتصادها تأثر بالاضطرابات المحيطة وتدفق عدد كبير من اللاجئين السوريين وقبلهم اللاجئين العراقيين والفلسطينيين، مما زاد من توتر موارده المالية.
صنفت المفوضية السامية للأمم المتحدة لشؤون اللاجئين الأردن في المرتبة الثانية من حيث عدد اللاجئين في العالم للفرد.
.

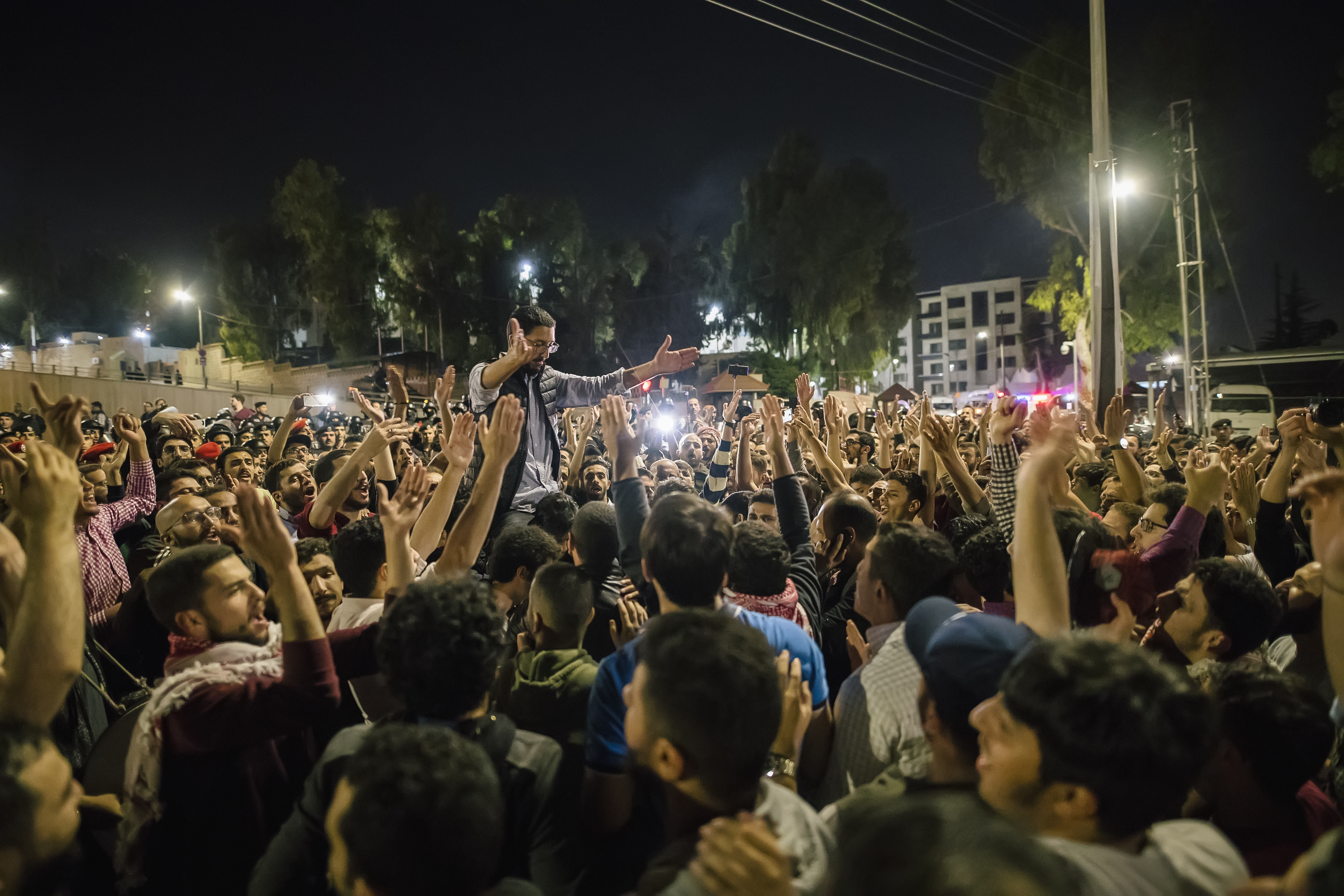
المتظاهرون في عمان الأردن خلال مظاهرات مايو ويونيو 2018

في اليوم الموالي لإضراب النقابات، رفعت الحكومة أسعار الوقود والكهرباء استجابةً لارتفاع أسعار النفط العالمية. مما أدى إلى حشود من المتظاهرين الذين تدفقوا على الدائرة الرابعة، في عمان، بالقرب من مكاتب رئيس الوزراء في تلك الليلة. فيما تجمع أردنيون آخرون بأعداد غير مسبوقة في جميع أنحاء البلاد احتجاجًا على الإجراءات.
في 1 يونيو تدخل الملك عبد الله الثاني وأمر بتجميد ارتفاع الأسعار. أذعنت الحكومة لكنها صرحت بأن القرار سيكلف خزينة دولة 20 مليون دولار. لكن الاحتجاجات استمرت لمدة أربعة أيام إلى أن قدم رئيس الحكومة الملقي استقالته إلى الملك في 4 يونيو، ليخلفه وزير التعليم عمر الرزاز في منصب رئيس الوزراء. واستمرت الاحتجاجات حتى إعلان الرزاز عن عزمه سحب الفاتورة الضريبية الجديدة.
تميزت الاحتجاجات الأردنية بقيادتها من قبل حشود متنوعة من الطبقات الوسطى والفقيرة دون أي تدخل من قبل أية معارضة تقليدية. وعلى الرغم قيام بعض المتظاهرين بإشعال إطارات وإغلاق الطرق لعدة ليال، إلا أن الاحتجاجات كانت سلمية إلى حد كبير ولم يبلغ عن وقوع إلا بعض الإصابات القليلة التي تم تنظيمها بعد ساعات النهار وخلال شهر رمضان.

### [9]العراق

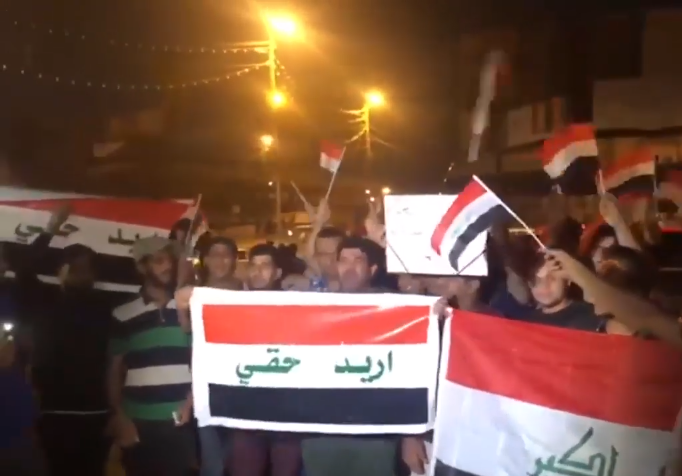
المتظاهرون في ساحة التحرير في بغداد في 24 أكتوبر 2019

اندلعت شرارة الاحتجاجات العراقية في يوليو 2018 في جنوب العراق تنديدا على تدهور الأوضاع الاقتصادية وفساد الدولة في بغداد وغيرها من المدن العراقية الرئيسية، ولا سيما في المحافظات الوسطى والجنوبية. في أكتوبر 2019، وخلال الاحتجاجات الأخيرة التي اندلعت على مستوى البلاد، قتلت قوات الأمن العراقية أكثر من 1000 شخص وأكثر من 6000 مصاب، فيما قتل بعض من عناصر الشرطة، مما دفع الرئيس العراقي برهم صالح إلى وصف أعمال قوات الأمن بأنها «غير مقبولة».
اعتبرت احتجاجات العراق الأكثر دموية في تاريخ الدولة منذ نهاية الحرب الأهلية ضد داعش في سبتمبر 2017.

### السودان

#### الثورة السودانية

كنداكة الثورة السودانية قدن الاحتجاجات

شكلت الثورة السودانية تحولًا كبيرًا للسلطة السياسية في البلاد بعد أن بدأت باحتجاجات في الشوارع تنامت في جميع أنحاء السودان في 19 ديسمبر 2018.
واكبت الاحتجاجات عصيان مدني استمر لمدة ثمانية أشهر، أصفر خلالها عن انقلاب في السودان في 11 أبريل 2019 تكللت بخلع الرئيس عمر البشير بعد ثلاثين عاما من السلطة، ومذبحة الخرطوم في 3 يونيو في ظل المجلس العسكري الانتقالي الذي حل محل البشير، في يوليو وأغسطس 2019، وقع المجلس العسكري الانتقالي وتحالف القوى السياسية من أجل الحرية والتغيير اتفاقية سياسية ومشروع انتقالي دستوري للمرحلة المخطط لها لمدة 39 شهرا من قبل المؤسسات والإجراءات الانتقالية لمحاولة انخراط السودان في الديمقراطية المدنية.
في أغسطس وسبتمبر 2019، نقلت المجلس العسكري الانتقالي رسميًا السلطة التنفيذية إلى رئيس مختلط مدني وعسكري، ومجلس السيادة السوداني، فضلاً عن رئيس وزراء مدني (عبد الله حمدوك) ومجلس الوزراء الذي يتكون أساسا من المدنيين، في حين تم نقل القضاء إلى نعمات عبد الله محمد خير، لتصبح أول رئيسة للقضاء في السودان.

#### اخر الاحتجاجات
استمرار الاحتجاجات في شوارع السودان خلال فترة المؤسسة الانتقالية التي كانت مدتها 39 شهرًا.

### الجزائر
.
بدأ الحراك الجزائري، والذي عرف أيضًا «بثورة الابتسامة» في 22 فبراير 2019 بعد اعلان عبد العزيز بوتفليقة ترشحه الرسمي لفترة رئاسية خامسة من خلال بيان موقع. وهي الاحتجاجات، التي لم يسبق لها مثيل في البلاد منذ الحرب الأهلية الجزائرية. اشتهرت مظاهرات الجزائر بسلميتها وتعاون رجال الشرطة وإصرار الجيش على الاستقالة الفورية لبوتفليقة، والتي وقعت في 2 أبريل 2019.
بحلول أوائل مايو، تم اعتقال عدد كبير من وسطاء السلطة المقربين من الإدارة المخلوعة، بما في ذلك شقيق الرئيس السابق سعيد بوتفليقة.

### غزة
بدأت احتجاجات غزة الاقتصادية تحت شعار «بدنا نعيش»، في فبراير 2019، من خلال دعوة شعبية لمجموعة من النشطاء في مجال الإعلام والغير المنتمين للتيارات السياسية. سميت بحركة 14 مارس. ضد ارتفاع تكاليف المعيشة والزيادات الضريبية في قطاع غزة.

### مصر
جاءت احتجاجات مصر التي بدأت في 20 و 21 سبتمبر 2019 بالعديد من المدن المصرية مثل القاهرة والإسكندرية ودمياط وعدد من المدن الأخرى، استجابة لدعوة الممثل ومقاول البناء المصري محمد علي على وسائل التواصل الاجتماعي الداعي فيها إلى التجمع لعزل الرئيس المصري عبد الفتاح السيسي وإسقاطِ نظامه العسكري المتوغل في السلطة. لكن قوات الأمن المصرية ردت عليها بالغاز المسيل للدموع والرصاص المطاطي والحي، واعتبارًا من 6 أكتوبر 2019، تم اعتقال 3000 شخص، بناءً على بيانات من المركز المصري للحقوق الاقتصادية والاجتماعية والمفوضية المصرية للحقوق والحريات والشبكة العربية لمعلومات حقوق الإنسان.
ضمت لائحة المعتقلين وجوها بارزة من أهمهم الناشطة السياسية ومحامي حقوق الإنسان ماهينور المصري، الصحفي والزعيم السابق لحزب الدستور خالد داود واثنين من أساتذة العلوم السياسية بجامعة القاهرة هما حازم حسني وحسن نافع.
اعتبرت موجة الاعتقالات هذه ضد الاحتجاجات المناهضة للرئيس ونظامه الأكبر في مصر منذ تولي عبد الفتاح السيسي رئيسًا عام 2014.
دعت منظمة هيومن رايتس ووتش إلى الإطلاق الفوري لسراح كافة المعتقلين بسبب تعبيرهم السلمي عن آرائهم. فيما وصفت منظمة العفو الدولية حكومة السيسي بأنها «اهتزت من جوهرها» في احتجاجات 20-21 سبتمبر وأن السلطات «شنت حملة قمع واسعة ضد المظاهرات تضمنت تخويف وقمع الناشطين والصحفيين وغيرهم».
في 26 سبتمبر، تظاهر ألفي سوداني بمن فيهم ممثلو نقابة المهنيين السودانيين في مدينة الخرطوم، لدعم وليد عبد الرحمن حسن طالب سوداني احتجزته السلطات المصرية بتهم ارهابية ملفقة، بعد أن أجبر على تقديم اعتراف قسري على تلفزيون إم بي سي مصر.
ذكرت وكالة الأنباء السعودية أن «حقبة إذلال المواطنين السودانيين داخل أو خارج بلادهم قد ولت ولن تعود». فيما استدعت وزارة الخارجية السودانية السفير المصري وتم إطلاق سراح وليد عبد الرحمن حسن في 2 أكتوبر 2019.
عاودت الاحتجاجت انطلاقها في مصر مرةً أخرى في سبتمبر 2020 احتجاجًا على الأوضاع المعيشية المتردية وقانون التصالح في مخالفات البناء وعمليات هدم المباني المخالفة.

### لبنان
في 17 أكتوبر 2019، اجتاحت لبنان سلسلة من الاحتجاجات مثلت استجابة لفشل الحكومة في إيجاد حلول للأزمة الاقتصادية التي لوحت في الأفق العام الماضي. يشتبه في أن السبب المباشر للاحتجاجات كانت الضرائب المفروضة على المحروقات مثل البنزين والتبغ بالإضافة إلى استحداث ضريبة على استخدام تطبيقات المكالمات الهاتفية عبر الإنترنت مثل واتساب، اندلعت الاحتجاجات مباشرة بعد موافقة مجلس الوزراء بالإجماع على ضرائب واتساب، المقرر التصديق عليها بحلول 22 أكتوبر.
على عكس ثورة الأرز عام 2005، وعلى غرار الاحتجاجات اللبنانية 2015-2016، كانت احتجاجات اللبنانية لعام 2019 غير طائفية، حيث تجاوزت الفجوة الاجتماعية والدينية بين المسلمين السنة والشيعة والدروز والمسيحيين المارونيين والأرثوذكس وغيرهم كما تجاوزت التوجهات السياسية التقليدية للأحزاب. حيث كتبت الصحفية لينا الخطيب في الجزيرة الإنجليزية بأن الاحتجاجات هي «ثورة اجتماعية».

## ملخص الصراعات حسب البلد
| الدولة | تاريخ البدء          | حالة الاحتجاجات                                             | النتيجة | عدد القتلى | الحالة                                                      |
| --- | -------------------- | ----------------------------------------------------------- | --- | ---------- | ----------------------------------------------------------- |
| تونس | 1 يناير 2018         | انتهى في فبراير 2018                                        | إلغاء ميزانية 2018 | 1          | الاحتجاجات التونسية 2018                                    |
| الأردن | 30 مايو 2018         | انتهى في 7 يونيو 2018                                       | استقالة رئيس الوزراء هاني الملقي ليحل محله عمر الرزاز. - سحب فاتورة الضريبة |            | إضراب الأردن 2018                                           |
| العراق | 16 يوليو 2018        | انتهت في أواخر 2020                                         | استقالة رئيس الوزراء عادل عبد المهدي. | 781        | الاحتجاجات العراقية 2019-20                                 |
| السودان | 19 ديسمبر 2018       | احتجاجات المرحلة الانتقالية الجارية اعتبارا من أكتوبر 2019  | خلع عمر البشير في انقلاب 2019 في السودان - أبريل 2019: الاستيلاء على السلطة من قبل المجلس العسكري الانتقالي - يونيو 2019: مجزرة القيادة العامة - سبتمبر 2019: نقلت السلطة التنفيذية إلى مجلس السيادة العسكرية والمدنية ورئيس الوزراء المدني عبد الله حمدوك - أكتوبر 2019: نقلت السلطة القضائية إلى أول رئيسة للقضاء في السودان نعمات عبدالله خير | 246        | - الاحتجاجات السودانية 2018-19 - احتجاجات الفترة الانتقالية |
| الجزائر | 16 فبراير 2019       | انتهى في 20 مارس 2020                                       | استقالة عبد العزيز بوتفليقة بسبب ضغط الجيش الوطني الشعبي الجزائري | 3          | احتجاجات الجزائر 2019                                       |
| غزة | 14 مارس 2019         | جاري اعتبارًا من أكتوبر 2019                                 | احتجاجات قمعتها قوات الأمن التابعة لحركة حماس |            | احتجاجات غزة الاقتصادية 2019                                |
| مصر | 20 سبتمبر 2019       | انتهى في 27 سبتمبر 2019                                     | |            | الاحتجاجات المصرية 2019                                     |
| مصر | سبتمبر 2020          | انتهى في 28 سبتمبر 2020                                     | | 2          | الاحتجاجات المصرية 2020                                     |
| لبنان | 17 أكتوبر 2019       | جاري اعتبارًا من أكتوبر 2019                                 | استقالة رئيس الوزراء سعد الدين الحريري، ومن ثم استقالة رئيس الوزراء حسان دياب. | 12         | ثورة 17 تشرين الأول                                         |
| إجمالي عدد القتلى والنتائج الأخرى: | 1,043+ (تقدير مشترك) | - 2 رأس الدولة و3 رئيس حكومة تركوا مناصبهم كجزء من الأحداث. | |            |                                                             |
| العدد لا يشمل القادة المخلوعين على المدى القصير: في السودان استقال أحمد عوض بن عوف بعد يوم واحد ردًا على الاحتجاجات؛ وقاد عبد الفتاح البرهان المجلس العسكري الانتقالي في السودان، وردا على الاحتجاجات أصبح رئيسا للمجلس العسكري المختلط المدني للسيادة السودانية الذي حل محل المجلس العسكري الانتقالي. |                      |                                                             | |            |                                                             |